# Zully Montero
Zully Montero  (Havanna, Kuba, 1944. január 25. –) kubai színésznő.

## Élete
Zully Montero 1944. január 25-én született. 1979-ben Aurelia szerepét játszotta az El Super című sorozatban. Három gyermeke van: Martha, Elaine és Jezabel.

## Filmográfia
- Death of a Fool (2020) .... Irene
- Cassanova Was a Woman (2016)
- A gonosz álarca (Santa Diabla) (2013) ... Hortencia de Santana (Magyar hangja: Halász Aranka)
- Rosario – A múlt fogságában (2012–2013) ... Regina Montalbán (Magyar hangja: Halász Aranka)
- Toc/Toc (2012) ... Maria
- Aurora (2011) ... Catalina Pérez-Quintana
- El fantasma de Elena (2010) ... Margot Uzcátegui / Ruth Marchan (La Reina)
- Perro amor (2010) ... Cecilia, Brando özvegye
- A bosszú álarca (El rostro de Analía) (2008) ... Carmen Rodríguez de Andrade (Magyar hangja: Menszátor Magdolna)
- Amor Comprado (2007) ... Gertrudis de la Fuente
- O.K. (2007) ... Milly
- La viuda de Blanco (2006) ... Perfecta Albarracin Viuda De Blanco
- El hombre que vino del mar (2006) ... Claudia
- Full Grown Men (2006) ... Teya
- La Virgen de Coromoto (2006) ... Maria Consuelo
- Los Proceres (2005) ... Amelia Cisneros
- Alborada (2005) ... Adelaida de Guzman
- A szerelem foglyai (2004) ... Rosalia Riobueno, Moncada özvegye (Magyar hangja: Andresz Kati)
- A Cuban Christmas Carol (2003)
- El huevo del gallo (2003) ... Elsa
- El dulce pájaro de la juventud (2003) ... La Princesa Kosmonopolis
- Vale todo (2002) ... Lucrecia Roitman-Villain
- A 2.50 La Cuba Libre (2001) ... Doris La Caimana
- Estrellita (2000) ... Ruth Johnson
- Me muero por ti (1999) ... Margot Hidalgo
- Cosas del amor (1998) ... Mercedes Castro-Iglesias V. de Maticorena
- María Celina (1998) ... Isaura Quintero
- Aguamarina (1997) ... Doña Augusta Calatrava
- Señora tentación (1995) ... Marlene
- Guadalupe (1993) ... Luisa Zambrano de Maldonado, Marquesa de Covadonga
- Marielena (1992) ... Claudia Sandoval
- Cape Fear – A rettegés foka (1991) ... Graciella
- Corte Tropical (1990) ... Gloria
- El Magnate (1990) ... Antonia
- El Super (1979) ... Aurelia